# West End (Band)
West End war ursprünglich ein Pseudonym für die Studioarbeiten von Eddy Jordan. Er benutzte außerdem die Namen Egor und AKA.

## Werdegang
Für The Love I Lost, das eine Coverversion des 1973er Hits von Harold Melvin and the Blue Notes ist, arbeitete Jordan mit Sybil zusammen. Der von ihr gesungene Song erreichte 1993 Platz drei der UK-Charts und Platz 68 in Deutschland.
1994 bekam das Projekt West End drei neue Gesichter, die Sängerinnen Dawn, Lorraine und Sheryl. Mit der Single  Love Rules, die von Simon Climie und Lamont Dozier geschrieben wurde, gelang 1995 der Einstieg auf Platz 44 der britischen Hitparade. Weil sich Dawn ins Privatleben zurückzog, wurde das Projekt anschließend beendet.

## Diskografie (Singles)
- 1992: Never
- 1993: The Love I Lost (feat. Sybil)
- 1995: Love Rules
- 1996: It's Raining Men (Promo)